# Rudolf von Spankeren (Landrat)
Rudolf von Spankeren (* 25. März 1875 in Kiel; † 23. Januar 1930 in Rudolstadt) war ein preußischer Verwaltungsjurist und Landrat. Er wirkte von 1910 bis 1919 als Landrat im Kreis Schroda, Provinz Posen.

## Leben
Er studierte Rechtswissenschaften in Lausanne, Berlin und Marburg. Seit dem Wintersemester 1894/95 war er Mitglied der Studentenverbindung Société d’Étudiants Germania Lausanne. 1897 wurde er Referendar, 1899 Regierungsreferendar und 1902 Regierungsassessor. Nach seiner Tätigkeit als Landrat wurde er 1920 Regierungsrat und später Oberregierungsrat beim Finanzamt Rudolfstadt.